# Championnats d'Afrique de descente de canoë-kayak 2015
Les Championnats d'Afrique de descente 2015 sont une édition des Championnats d'Afrique de descente de canoë-kayak. Ils ont lieu du 6 au 8 novembre 2015 à Sagana, au Kenya et se déroulent conjointement avec les Championnats d'Afrique de slalom. 

## Médaillés

### Hommes
| Épreuves      | Or                                    | Argent                   | Bronze                |
| ------------- | ------------------------------------- | ------------------------ | --------------------- |
| C1 individuel | Jean-Pierre Bourhis (SEN)             | Lindelani Ngidi (RSA)    | Geoffrey Irungu (KEN) |
| K1 individuel | Katleho Mahlaba (RSA)                 | Johnathan Akinyemi (NGA) | Samuel Muturi (KEN)   |
| C2            | Kenya Geoffrey Irungu Alphaxard Maina | Non attribuée            | Non attribuée         |

### Femmes
| Épreuves      | Or                | Argent            | Bronze            |
| ------------- | ----------------- | ----------------- | ----------------- |
| K1 individuel | Hind Jamili (MAR) | Grace Maina (KEN) | Célia Jodar (MAR) |